# آمس (خواننده)
آمس (به انگلیسی: AMES) با نام کامل ایمی کیونی (به انگلیسی: Amy Kuney)(زاده ۶ اوت ۱۹۸۵) خواننده، ترانه‌سرا و موسیقی‌دان آمریکایی است.